# Roojai Insurance
Roojai Insurance is een Thaise wielerploeg die sinds 2021 een continentale licentie heeft van de UCI. Sinds 2023 rijdt de ploeg met een Thaise licentie, van 2020-2022 met een Indonesische.

## Renners
De Nederlander Adne van Engelen en Lucas Carstensen, die beiden in 2023 en 2024 bij de ploeg reden zorgden voor het merendeel van de overwinningen. Voor het seizoen van 2025 werden de Australiërs Dylan Hopkins en Blake Quick aangetrokken, samen met de Cyprioot Andreas Miltiadis. Twee andere Australiërs, Carter Bettles en Kane Richards reden al bij de ploeg die verder veelal bestaat uit Thaise renners.

## Overwinningen
2023
5e etappe New Zealand Cycling Classic: Lucas Carstensen
4e etappe Ronde van Sharjah: Adne van Engelen
+ 5e etappe: Lucas Carstensen
+ Eindklassement: Adne van Engelen
1e etappe Ronde van Thailand: Tegsh-bayar Batsaikhan
+ Eindklassement: Tegsh-bayar Batsaikhan
1e etappe Ronde van Iran: Lucas Carstensen
+ 2e etappe: Lucas Carstensen
1e etappe Ronde van Binzhou: Lucas Carstensen
+ Eindklassement: Lucas Carstensen
2024
4e etappe Ronde van Taiwan: Carter Bettles
Bueng Si Fai International Road Race: Lucas Carstensen
1e etappe Ronde van Thailand: Lucas Carstensen
+ Eindklassement: Adne van Engelen
7e etappe Ronde van het Poyangmeer (ITT): Kane Richards
3e etappe Ronde van Huangshan: Kane Richards
Ronde van Batam: Kane Richards
2025
1e etappe Ronde van Taiwan: Blake Quick
1e etappe Tour of Bostonliq: Tegsh-bayar Batsaikhan
+ Ploegenklassement: (Batsaikhan, Lau, Miltiadis, Phonarjthan, Saenta)
1e etappe Ronde van Gyeongnam: Dylan Hopkins
+ Eindklassement: Dylan Hopkins
+ Bergklassement: Dylan Hopkins
3e etappe Ronde van Banyuwangi Ijen: Carter Bettles

### Nationale kampioenschappen
2023
 Thais kampioen tijdrijden, beloften: Kongphob Thimachai
 Thais kampioen op de weg, beloften: Kongphob Thimachai
 Laotiaans kampioen op de weg, elite: Ariya Phounsavath
 Laotiaans kampioen tijdrijden, elite: Ariya Phounsavath
2024
 Thais kampioen tijdrijden, beloften: Kongphob Thimachai
 Laotiaans kampioen op de weg, elite: Ariya Phounsavath
 Hong Kongs kampioen tijdrijden, elite: Wan Yau Vincent Lau
 Laotiaans kampioen tijdrijden, elite: Ariya Phounsavath
 Grieks kampioen op de weg, elite: Polychronis Tzortzakis
2025
 Thais kampioen op de weg, beloften: Tanawat Saenta
 Laotiaans kampioen tijdrijden, elite: Ariya Phounsavath
 Laotiaans kampioen op de weg, elite: Ariya Phounsavath
 Mongools kampioen op de weg, elite: Tegsh-Bayar Batsaikhan
 Cypriotisch kampioen op de weg, elite: Andreas Miltiadis
 Cypriotisch kampioen tijdrijden, elite: Andreas Miltiadis